# Jack Forrester
Jack Forrester (état-civil inconnu), est un réalisateur et producteur de cinéma américain actif en France dans l'entre-deux guerres.

## Biographie
D'abord danseur et chorégraphe aux États-Unis et en Angleterre, Jack Forrester devient acteur, metteur en scène et producteur en France où il s'était installé en 1927 après avoir signé un contrat avec le Casino de Paris.
Jack Forrester produit plusieurs films avec la société cinématographique Forrester-Parant Productions qu'il a fondée à Paris avec le producteur français André Parant en 1931 et qui devait faire faillite peu avant la Seconde Guerre mondiale.
À la déclaration de guerre, en septembre 1939, Jack Forrester s'engage dans l'armée française, puis dans l'armée américaine. Promu colonel, il est récompensé en 1945 pour son « travail secret » pendant la guerre. Il est toujours vivant en 1951.

## Carrière au music-hall
- 1927 : Les Ailes de Paris, revue d'Albert Willemetz, Saint-Granier et Jean Le Seyeux, au Casino de Paris (13 décembre)[7]
- 1928 : Paris sans voiles, revue d'Albert Willemetz, Saint-Granier et Jean Le Seyeux, au Casino de Paris (14 août)[8]
- 1929 : Paris qui charme, revue en 2 actes d'Albert Willemetz, Saint-Granier et Jean Le Seyeux, au Casino de Paris (24 mai)
- 1930 : La Revue milliardaire, revue en 3 actes et 40 tableaux de M. de Rougemont, à l'Appolo (19 juin)[9]

## Carrière au cinéma
comme acteur
- 1929 : Paris qui s'amuse, de Joe Francis avec Alex Nalpas : le chorégraphe[10]

comme réalisateur
- 1932 : Oscar, champion de tennis coréalisé avec Jacques Tati (film perdu)
- 1932 : Criminel / Le Code Criminel
- 1932 : Mon ami Tim / Les Forçats de la mer / Rafale
- 1933 : Quelqu'un a tué[11] / Frayeur
- 1935 : Paris Camargue[12] / La vie est si belle
- 1935 : Les Gaietés de la finance[13] / L'Homme qui a vendu sa tête / Bengali VII
- 1935 : Et moi, j'te dis qu'elle t'a fait de l'œil

comme producteur
- 1935 : Et moi, j'te dis qu'elle t'a fait de l'œil de Jack Forrester
- 1935 : Le Billet de mille de Marc Didier
- 1935 : La Marraine de Charley de Pierre Colombier
- 1936 : Marinella de Pierre Caron
- 1936 : Les Petites Alliées de Jean Dréville
- 1936 : La Guerre des gosses de Jacques Daroy et Eugène Deslaw
- 1936 : La Maison d'en face de Christian-Jaque
- 1937 : Les Nuits blanches de Saint-Pétersbourg de Jean Dréville
- 1937 : Cinderella de Pierre Caron
- 1937 : L'Escadrille de la chance de Max de Vaucorbeil
- 1938 : J'accuse d'Abel Gance
- 1938 : Ultimatum de Robert Wiene et Robert Siodmak
- 1938 : La Marraine du régiment de Gabriel Rosca